# Geuzenbaan (historische doorgang)
De Geuzenbaan is een historische doorgang in het Gruitroderbos in Gruitrode in de Belgische provincie Limburg. De baan dankt haar naam aan de passage van Willem van Oranje en zijn geuzen in 1568 na de Slag bij Geldenaken tegen de hertog van Alva aan het begin van de Tachtigjarige Oorlog. De prins van Oranje meed hiermee het centrum van Gruitrode waar de Duitse Ridderorde gevestigd was in de Commanderij van Gruitrode.
De Geuzenbaan is gelegen in het natuurgebied Duinengordel, dat sinds 2020 onderdeel is van het Nationaal Park Hoge Kempen. Aan de Geuzenbaan ligt de Boskapel.

## Galerij

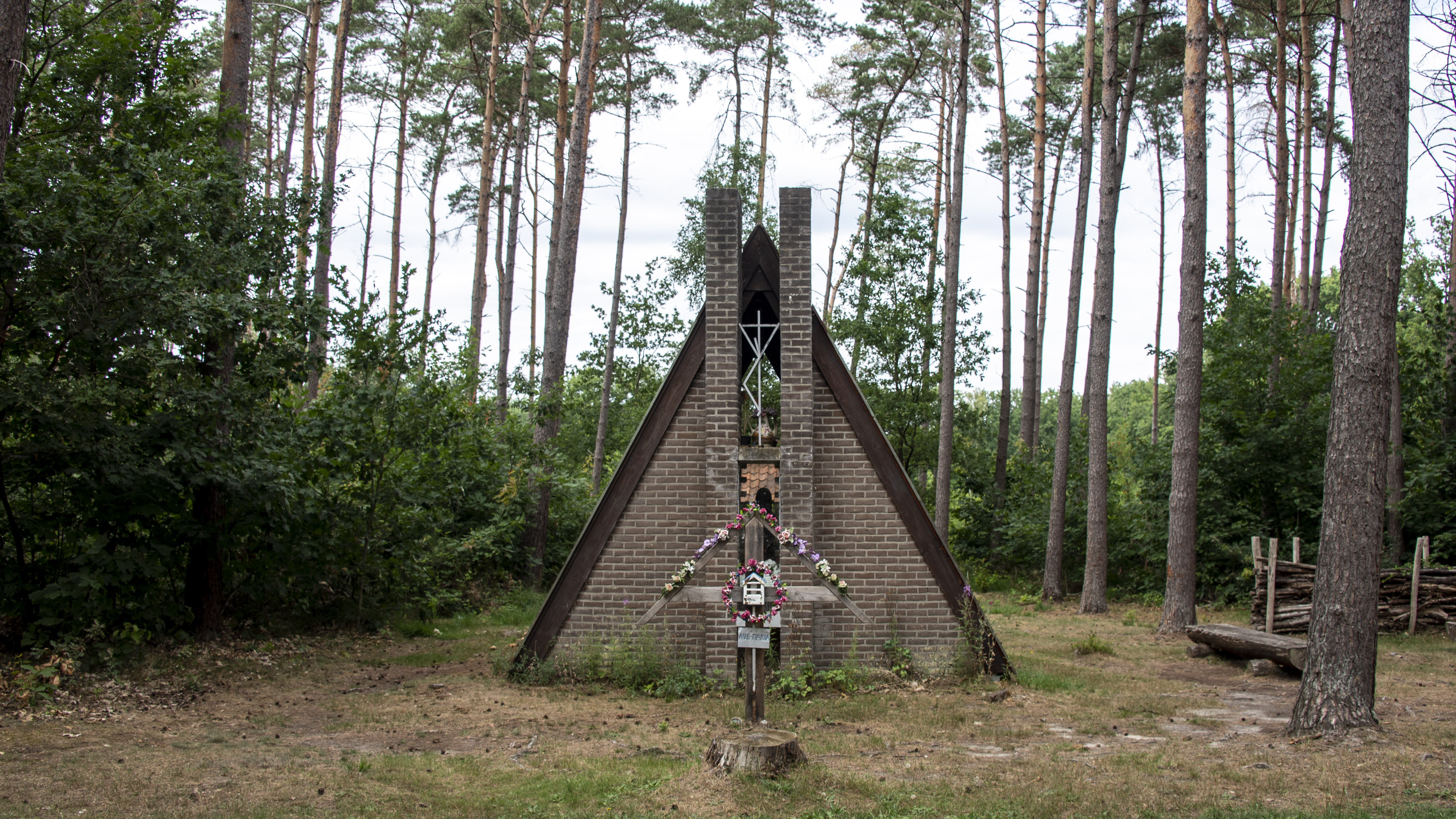
De Boskapel
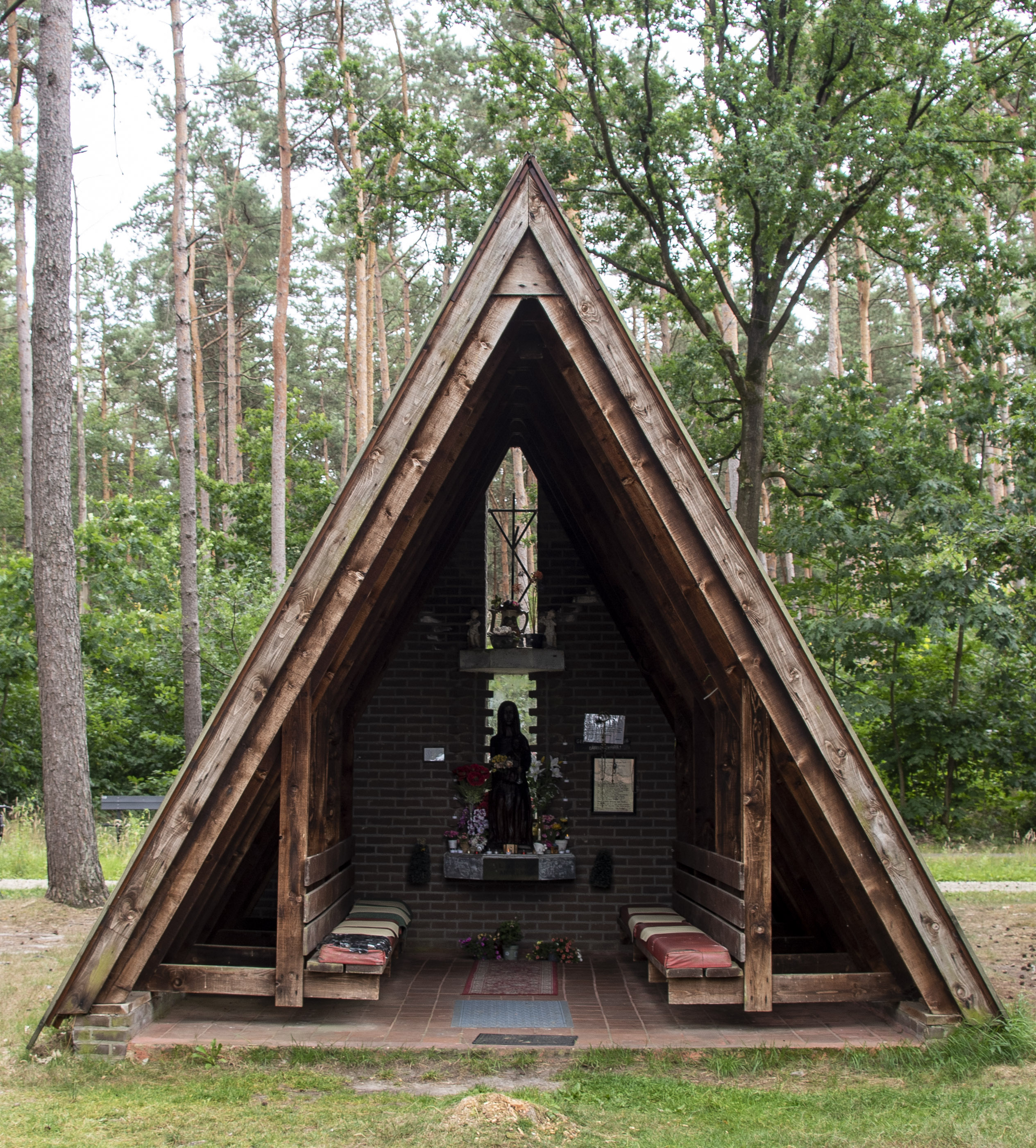
Interieur
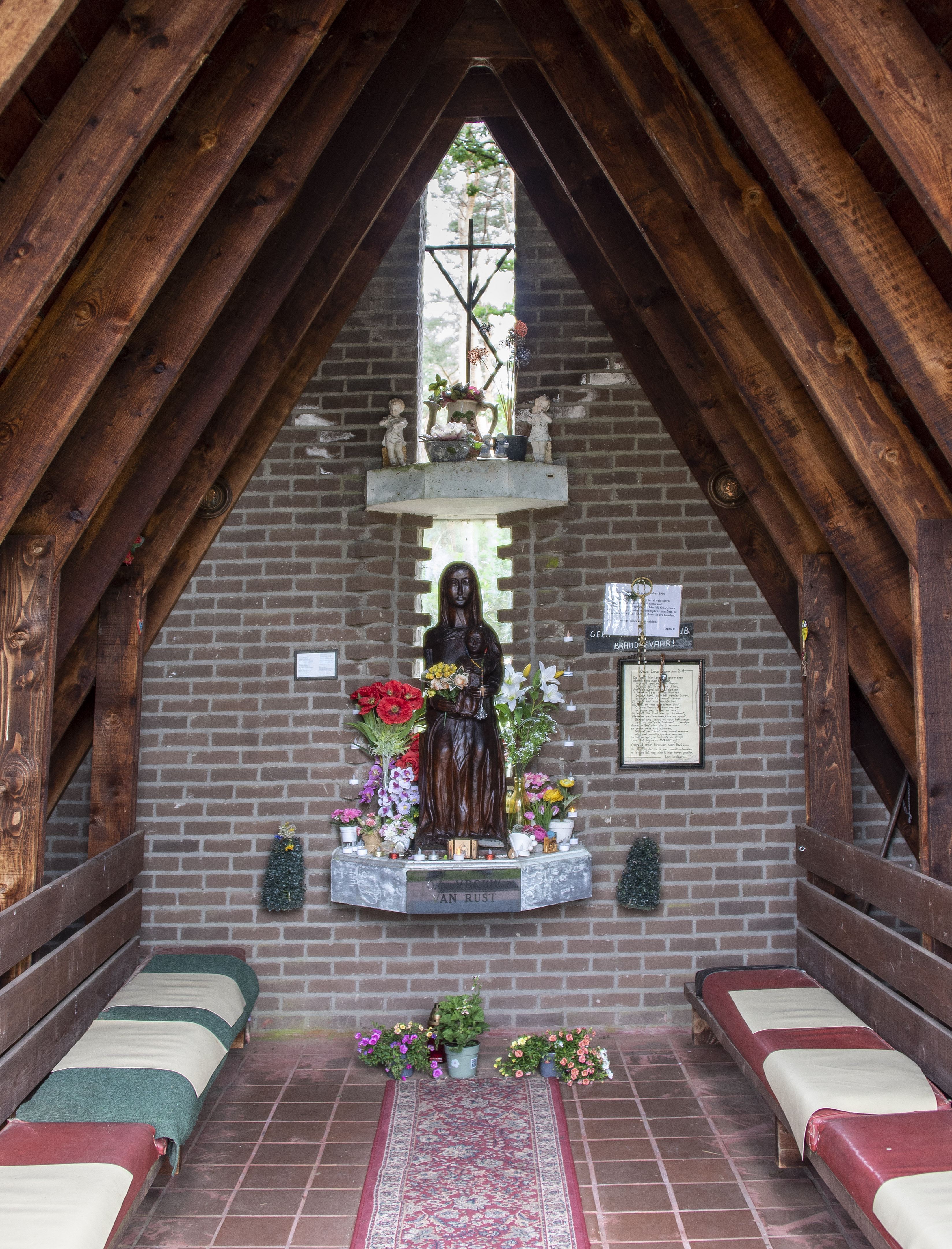
Interieur